# Tataouine
Tataouine (arabisch تطاوين, DMG Taṭāwīn, Zentralatlas-Tamazight ⵜⵉⵟⵟⴰⵡⵉⵏ Tiṭṭawin; früher Foum Tataouine) ist die Hauptstadt des südtunesischen Gouvernements Tataouine und der Sitz zweier Delegationen. In der Stadt Tataouine leben etwa 65.000 Menschen, in den beiden Delegationen Tataouine Sud und Tataouine Nord insgesamt etwa 100.000. Der Name Tataouine bedeutet in der Sprache der Berber „Wasserquellen“; der französische Beiname des Ortes war la porte du désert („das Tor zur Wüste“).

## Geographie

### Lage
Tataouine liegt in einer Höhe von ca. 245 m ü. d. M. und ist ca. 535 Kilometer in südlicher Richtung von der tunesischen Hauptstadt Tunis entfernt. Nahegelegene Städte sind Medenine (50 km nördlich) und Gabès (ca. 140 km nördlich).

### Klima
Die sommerlichen Tagestemperaturen können durchaus 40 °C und mehr erreichen; nachts kühlt es sich bei klarem Himmel bis auf etwa 5 °C ab. Im Winter liegen die Tagestemperaturen zwischen 10 und 20 °C; Nachtfröste sind selten. Regen fällt eigentlich nur im Winterhalbjahr; die langjährige durchschnittliche Niederschlagsmenge liegt bei ca. 140 mm pro Jahr.

## Einwohner
Ca. 63 % der Bewohner Tataouines sind berberischer und ca. 37 % sind arabischer Abstammung. Die meisten sind erst in der zweiten Hälfte des 20. Jahrhunderts aus den umliegenden Regionen zugewandert; andere haben ihr (halb)nomadisches Leben am Rand der Wüste aufgegeben und sind sesshaft geworden.

## Geschichte
Die Oase Tataouine war für die Handelsroute von Gabès in den Fessan und den Sudan von Bedeutung. Sie war in neolithischer Zeit bewohnt. Einige der Funde befinden sich heute im Musée d'archéologie nationale in Saint-Germain-en-Laye.
Seit der mittleren römischen Kaiserzeit befand sich entlang des bis an den Rand der Sahara herangeschobenen Limes Tripolitanus eine Kette von Kleinkastellen und Wachtürmen. Auch das grenznahe Hinterland war im Bergland des Dahar mit Sperrwerken an den Passstraßen sowie weiteren rückwärtigen Garnisonsstandorten gesichert – so etwa dem größeren Kastell Talalati (Ras El Aïn Tlalet) nahe der Römerstraße zur antiken Küstenstadt Gigthis. Von Talalati führte die Straße weiter nach Süden bis zum Kastell Tillibari (Remada).
Im Jahr 1903 wurde von Jules Toutain vorgeschlagen, den antiken Garnisonsort Tabalati mit Tataouine zu identifizieren, doch fehlen entsprechende archäologische Nachweise. Später wurde Tabalati/Talalati, wo in den Jahren 355 bis 360 propugnacula (Verteidigungsanlagen) auf Anordnung des Comes et Praeses von Tripolitanien, Flavius Archontius Nilus, entstanden, allerdings nur aufgrund der Namensähnlichkeit mit Tlalet (Ras el-Ain) identifiziert.
Offenbar wurden in den zahlreichen Ksur der Region spätestens unter den Hafsiden große Mengen Getreide und andere Lebensmittel gelagert, wozu die noch heute bestehenden großen Speicher (ghorfas) dienten, von denen im Süden Tunesiens noch weit über 1000 bestehen. Ksar Haddada liegt 29 km von Tataouine entfernt, Ksar Ouled Soltane 20 km und Remada etwa 75 km.

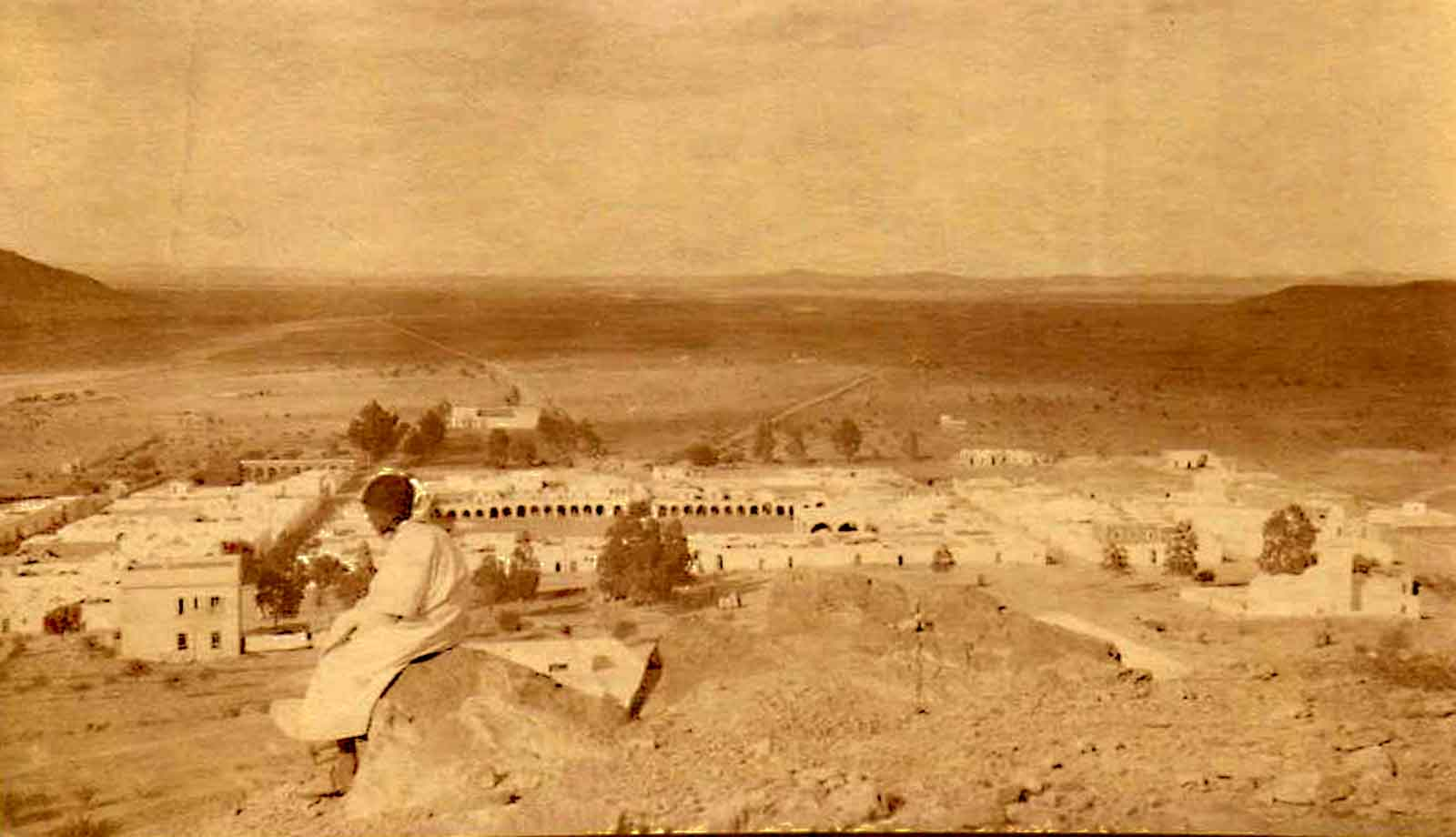
Blick auf Tataouine, 1925

Die Stadt im europäischen Sinne wurde zu Beginn des französischen Protektorats gegründet, um die dortige Bevölkerung zu kontrollieren. Dazu wurde der Militärposten von Douiret hierher verlegt, was sich vor allem gegen die Ouderna richtete. Sie lebten um die Zentren Béni Barka, das als Markt von Bedeutung war, und das Grabmal des Marabouts von Sidi Abdallah Boujlida. Dieser Ort wurde von der gesamten Ouerghemma-Föderation verehrt. 1888 entstand neben dem Militärposten ein Krankenhaus mit 40 Betten.
Ca. 500 m vom Militärposten entfernt entstand 1892 ein Souk mit mehr als 50 Geschäften, die auch von Djerba aus beliefert wurden. Im Jahr 1898 entstand eine Moschee, deren Minarett 1903 fertiggestellt wurde. 1911 kam ein städtischer Schlachthof hinzu, 1913 ein Postamt, 1916 eine Grundschule und ein Gerichtshof. Während des Ersten Weltkriegs entstanden eine Kirche und eine Synagoge. Bis 1938 existierte ein Bad für die Gefangenen und die Soldaten, aus dem nach der Unabhängigkeit eine Kaserne entstand.
Bis 1938 befand sich hier eine französische Strafkolonie. Die stationierten Bataillons d’Afrique disciplinaires – die Bat’d’Af’ – dienten der Bestrafung durch militärischen Drill. Jo Attia und Pierre Loutrel, spätere Angehörige des Pariser Kriminellenmilieus und der Carlingue, waren in dieser „Schule der Sünde und des Verbrechens“. Wer die Bat’d’Af’ durchlief, konnte im Rang eines Obergefreiten entlassen werden, manche fielen aber wieder in delinquente Verhaltensweisen zurück, wie dies auch im Fall eines weiteren Kollaborateurs, Georges Dubosc alias Lecoz, eintrat.
Tataouine gilt als Hochburg radikaler Islamisten. Die Stadt wird von Medien als „Terrorzentrale“ bezeichnet und ist der Geburtsort des Lkw-Attentäters Anis Amri. Stadt und umliegende Region sollen der Terrormiliz des sogenannten Islamischen Staats (IS) zugleich als Rückzugsgebiet, Planungszentrum und Rekrutierungsgebiet dienen. Im März 2015 kam es unweit der Stadt zu Unruhen und Kämpfen von Armeeeinheiten mit Terroristen des Islamischen Staats.

## Wirtschaft
Mit dem Ausbleiben der Touristen gingen Jobs verloren. 2016 waren 40 Prozent aller Einwohner arbeitslos. Ein Teil verdingt sich mit illegaler Immigration oder den Schmuggel von Zigaretten und Alkohol, der im Nachbarland Libyen verboten ist.

## Sonstiges

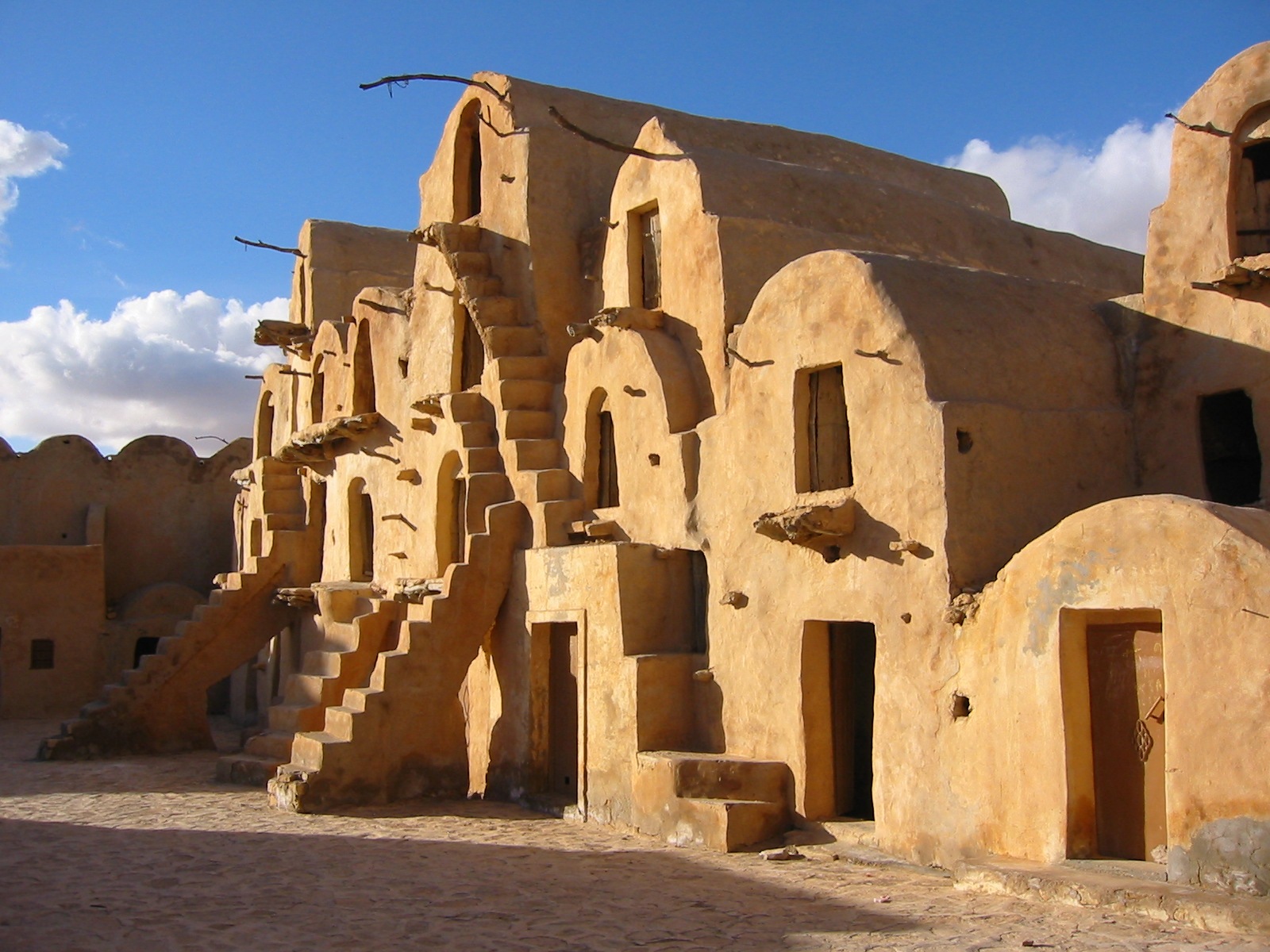
Ksar Ouled Soltane, etwa 20 km südlich von Tataouine

### Meteorit
Am 27. Juni 1931 schlug in Tataouine ein Meteorit ein, ein seltener Achondrit. Es konnten über zwölf Kilogramm Fragmente gefunden werden, in denen die Minerale Chromit, Cristobalit, Hypersten und Troilit nachgewiesen werden konnten. Hauptsächlich bestand der Meteorit jedoch aus grünen Pyroxen-Kristallen (Orthopyroxen) und wurde daher als Diogenit klassifiziert.

### Filmdrehort
Erneut erschien der Ort in der Weltpresse, als Filmemacher die Region entdeckten. Als George Lucas, der den Star-Wars-Film in verschiedenen tunesischen Orten drehte, den fiktiven Heimatplaneten Luke Skywalkers Tatooine nannte, erlangte der Ort Berühmtheit unter Star-Wars-Fans, was einen gewissen Tourismus auslöste. Auch am Ende des Films Akte X kam der Ort Foum Tataouine vor – dort wurde eine Einrichtung für Experimente an außerirdischen Viren betrieben.

## Persönlichkeiten
- Anis Amri (1992–2016), islamistischer Terrorist
- Saad Bguir (* 1994), Fußballspieler